# Місо

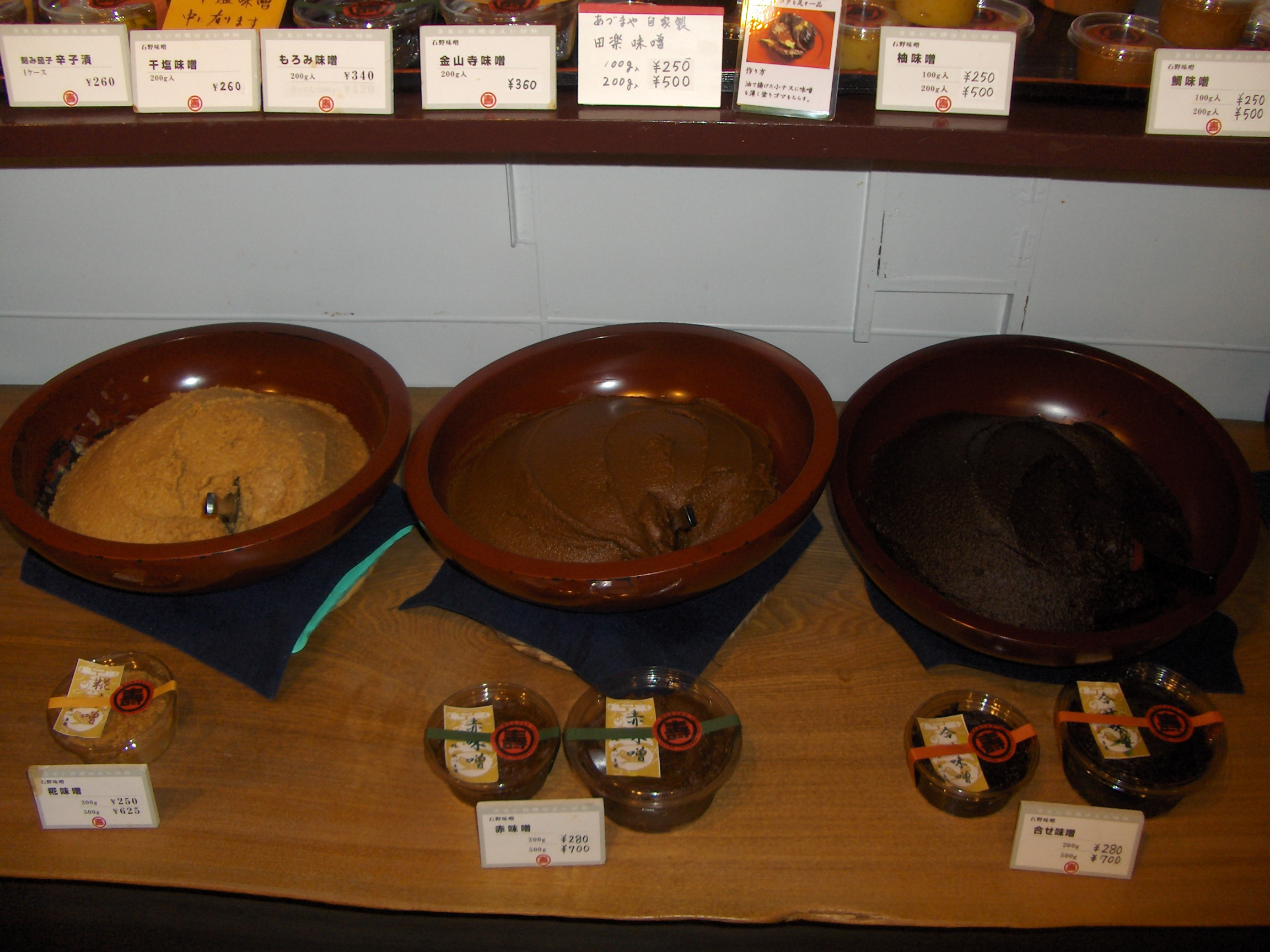
Різновиди місо

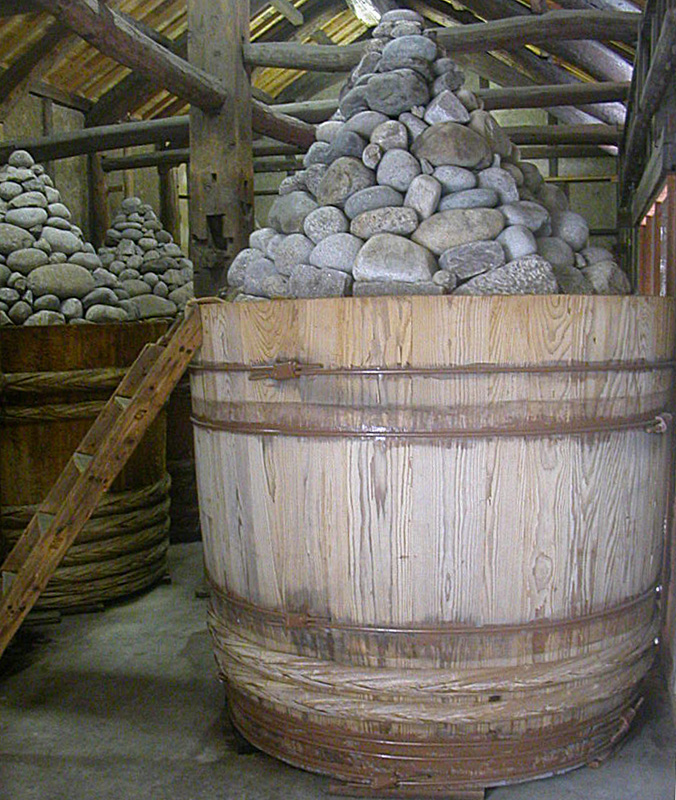
Діжки, в яких виготовляється місо

Місо́ (яп. 味噌, みそ) — різновид приправи у традиційній японській кухні.

## Короткі відомості
Виготовляється шляхом бродіння пропарених і потовчених соєвих бобів, з додаванням солі, а також рису, злаків або соєвих бобів, що зброджені пліснявим грибом, японським аспергілом. Має вигляд пасти.
Використовується для приготування супу місо, смаженої риби, котлет тощо. Відоме з 8 століття; широко вживається з 15 століття.
Невід'ємна складова японського повсякденного столу.
Залежно від збродженої основи виділяють:
- рисове місо (米味噌) — типове для всієї Японії.
- злакове місо (麦味噌) — типове для регіону Кюсю, західних земель регіонів Тюґоку і Сікоку.
- бобове місо (豆味噌) — типове для префектур Айті і Ґіфу.
- змішане місо (調合味噌)

Залежно від кольору вирізняють:
- біле місо (白味噌) — типове для всієї Японії.
- червоне місо (赤味噌) — типове для префектур Айті, Аоморі, Міяґі.

Залежно від присмаку виділяють:
- солодке місо (甘味噌) — типове для Західної Японії.
- гостре місо (辛味噌) — типове для Східної Японії.

До складу місо входять білки, вітамін В12, вітамін Е, ферменти, ізофлавони, холін та соєвий лецитин.